# Battaglia di Melegnano (1859)
La battaglia di Melegnano è un episodio della seconda guerra d'indipendenza italiana. Fu combattuta l'8 giugno 1859 a Melegnano, fra truppe austriache di stanza nella città e i franco-piemontesi provenienti dalla battaglia di Magenta. La battaglia è nota per essere stato uno degli scontri più brevi e sanguinosi della seconda guerra di indipendenza.

## La battaglia

### L'antefatto
Con due scontri organizzati a Melegnano, Napoleone III si proponeva in primo luogo di impedire alle truppe imperiali di conservare una delle principali piazzeforti militari nelle vicinanze di Milano, oltre che di indurre gli austriaci a ritenere che i franco-piemontesi avessero intenzione di portarsi a nord della Lombardia, chiudendo i fronti di Como e Lecco (mentre Napoleone III si dirigerà direttamente su Brescia conquistandola).
I delicati preparativi vennero però in gran parte disattesi da ambo le parti a causa dei molti eventi che mutarono il corso della vicenda bellica, a partire dalla quasi estraneità del generale Mac Mahon che era rimasto bloccato dal terreno fangoso che aveva rallentato la marcia delle sue colonne; l'eroe della battaglia risultò quindi il Generale francese Baraguey d'Hilliers che si preoccupò di condurre personalmente le operazioni di conquista del borgo.
Nel tentativo di resistere ad un attacco francese che si proponeva ad ogni modo di notevoli dimensioni, il Feldmaresciallo von Berger, comandante in campo delle armate austriache nel corso delle operazioni, aveva predisposto la fortificazione di luoghi strategici come il cimitero di Melegnano, la cui strada venne serrata con un lungo fossato scavato dagli austriaci, i quali presero posizione nelle abitazioni circostanti, in cui ricavarono numerose feritoie; opera di rilievo fu sicuramente la costruzione di un ampio spiazzo per accogliere i pesanti cannoni in dotazione all'armata imperiale.

### Lo scontro
Le truppe della brigata austriaca "Roden" erano state posizionate all'interno della cittadella e attorno alle 17.00 le vedette della cavalleria austriaca, spintesi sino a Zivido, segnalarono la presenza delle truppe francesi presso la vicina cittadina di San Giuliano Milanese.
I francesi, sconfitte le prime resistenze austriache, al comando del Generale Achille Bazaine, procedettero sulla strada per Milano sino alle 18.00 quando giunsero a circa 1 km dalla città di Melegnano.
L'aiuto non venne fornito dal Mac Mahon (che proveniva dagli scontri di Magenta, quindi dall'area Ovest della Lombardia) perché come si è detto era rimasto impantanato nel fango delle campagne dovuto, pare, alle forti piogge dei giorni precedenti, il quale comunque tentò ogni mossa possibile per tentare perlomeno di arrecare aiuto ai francesi a Melegnano in forma di alcuni pezzi di artiglieria estratti a fatica dai campi arati e infangati attraverso l'uso di buoi e cavalli, ma senza successo.
Contemporaneamente sul fronte opposto, il Generale Niel  attendeva da Mac Mahon il segnale d'inizio dell'attacco, che però non poté essere mai dato.
Alle 18.00 iniziò ufficialmente l'attacco della fanteria dal momento che il Generale Baraguey d'Hilliers aveva ritenuto inutile bombardare a cannonate la città nella speranza che il nemico si arrendesse, concentrato essenzialmente sulle piazzeforti dell'artiglieria sulla strada conducente a Milano.
Dopo mezz'ora circa di attacco a fucili, la divisione Bazaine iniziò l'assalto alla baionetta nel tentativo di espugnare il borgo.

### L'assalto del cimitero
Le truppe austriache erano a questo punto della battaglia concentrate essenzialmente sulla riva destra del fiume Lambro, mentre l'avanguardia francese procedeva spedita verso il borgo di Melegnano. Il cimitero di Melegnano (che un tempo sorgeva nel luogo oggi occupato dall'Ossario eretto a ricordo della battaglia del 1859) era ubicato fuori dalle mura cittadine e si presentava come un grande quadrilatero recintato da un alto muro di mattoni coperto all'esterno, lungo la strada principale, da lapidi di colore nero. Vistisi in difficoltà, gli austriaci (come del resto era accaduto per Magenta) si erano barricati entro le mura del camposanto con l'11º Reggimento "Principe di Sassonia" e con una compagnia di Cacciatori dell'Imperatore che puntavano i loro fucili all'esterno, contro gli zuavi del 1° e i fanti del 33º reggimento di linea, comandati dal colonnello Bordas.
La furia dell'attacco francese, fece fallire per ben due volte i tentativi di sortita degli austriaci, che dovettero arrendersi dopo solo mezz'ora di combattimenti a causa delle troppe perdite e della situazione ormai insostenibile. Anche le perdite francesi furono pesantissime sia tra la truppa che tra gli ufficiali.
Al termine di questi scontri, gli austriaci vennero costretti a ripiegare verso Lodi ove accentrare le ultime disperate difese, mentre nello stesso giorno della battaglia di Melegnano, Napoleone III e Vittorio Emanuele II entravano trionfanti a Milano.

## Personalità di rilievo che presero parte alla Battaglia di Melegnano

### Francesi
- Achille Baraguey d'Hilliers, Generale
- Achille Bazaine, Generale
- Élie Frédéric Forey, Generale di cavalleria
- Jean Nicolas Théodore Galland, Sottotenente del 1º reggimento zuavi

### Austriaci
- Ludwig von Benedek, feldmaresciallo luogotenente
- Joseph von Berger, feldmaresciallo luogotenente
- Franz Kuhn von Kuhnenfeld, generale maggiore
- Hermann Thour von Fernburg, capitano